# Cuverville, Eure
Cuverville är en kommun i departementet Eure i regionen Normandie i norra Frankrike. Kommunen ligger i kantonen Les Andelys som tillhör arrondissementet Les Andelys. År 2022 hade Cuverville 248 invånare.

## Befolkningsutveckling
Antalet invånare i kommunen Cuverville
Referens:INSEE